# Millburn Park
Der Millburn Park ist ein Fußballstadion im schottischen Alexandria, Grafschaft West Dunbartonshire, das etwa 25 Kilometer nordwestlich von Glasgow liegt. Es ist seit dem Jahr 1888 die Heimatstätte des FC Vale of Leven, der zwischen 1890 und 1926 in der Scottish Football League spielte.

## Geschichte
Der Millburn Park wurde im August 1888 eröffnet, als Vale of Leven von dem North Street Park hierhin zog. Eine Tribüne aus dem vorherigen Stadion wurde abmontiert und auf der Ostseite des neuen Spielfelds im Millburn Park wieder errichtet, das von einer Aschenbahn umgeben war. Auf der Westseite des Spielfelds gab es eine überdachte Tribüne und in der südöstlichen Ecke einen Pavillon.
Vale of Leven war Gründungsmitglied der Scottish Football League, und das erste Ligaspiel wurde am 30. August 1890 im Millburn Park gegen den FC Abercorn ausgetragen. Das Spiel endete mit einem 2:1-Sieg. Am Ende der Saison 1891/92 stieg der Verein aus der 1. Liga in Schottland ab. Ab 1905 spielte der Verein zweitklassig, bevor er ab 1925 nur noch drittklassig war. Aus wirtschaftlichen Gründen wurde noch vor dem Ende der Saison 1925/26 die Liga aufgelöst und alle Mannschaften bis auf Forfar Athletic wurden dem Amateurbereich zugeordnet. Das letzte Spiel in der Scottish Football League wurde am 3. April 1926 im Millburn Park ausgetragen, als Vale of Leven gegen den FC Mid-Annandale 2:2 spielte.
Einen Besucherrekord gab es im Februar 1922, als 8000 Zuschauer ein Spiel in der 2. Runde des schottischen Pokals gegen Alloa Athletic sahen.
Der FC Vale of Leven wurde 1928 aufgelöst und im Jahr 1939 neu gegründet. Er spielt heutzutage in der West of Scotland Football League, der sechsten Liga in Schottland.
Von der einstigen überdachten Tribüne ist nur noch die Hälfte mit einem Dach versehen. Sitzplätze und eine Flutlichtanlage sind nicht vorhanden. Es befindet sich zwischen der A82 road und dem Fluss Leven, einem Nebenfluss des Clyde.